# Cerotelium giacomettii
Cerotelium giacomettii är en svampart som beskrevs av Dianese, L.T.P. Santos & R.B. Medeiros 1993. Cerotelium giacomettii ingår i släktet Cerotelium och familjen Phakopsoraceae.   Inga underarter finns listade i Catalogue of Life.